# Cricophorus nutrix
Cricophorus nutrix är en havsanemonart som först beskrevs av Ronald Lewis Stuckey 1909.  Cricophorus nutrix ingår i släktet Cricophorus och familjen Hormathiidae. Inga underarter finns listade i Catalogue of Life.